# Fragipan
Un fragipan (dal lat. fragilis, friabile) è un orizzonte sottosuperficiale alterato, di spessore maggiore di 15 cm, che presenta densità apparente maggiore della media (fino a 2 t/m3, contro una media dei suoli intorno a 1,3), conduttività idraulica ridotta e basso contenuto in sostanza organica; parecchi di essi presentano screziature redox. Un fragipan è friabile allo stato umido, mentre in seguito a disseccamento diventa molto duro, tanto da rendere difficoltosa (o in qualche caso impedire) la radicazione delle piante. Ha struttura colonnare o poligonale.

## Genesi
L'origine dei fragipan è tuttora oggetto di dibattito. Considerato generalmente il risultato di compattamenti meccanici o di presenza di permafrost durante i passati periodi glaciali, in qualche caso potrebbe anche essere il risultato della compattazione a seguito di onde sismiche. La durezza di un fragipan allo stato secco può essere attribuita all'impaccamento delle argille, anche se questo non riesce a spiegare la friabilità allo stato umido che potrebbe essere spiegata dall'indebolimento di alcuni legami fra particelle presenti. La maggior parte dei fragipan sembrano essere il risultato di successive "contrazioni" e "rilasciamenti", collegati ai cicli secco-umido.

## Caratteristiche
Secondo le "Keys to USDA Soil Taxonomy, tenth edition, 2006", ai fini dell'identificazione di un fragipan assumono importanza particolare i seguenti aspetti:
- Spessore minimo: un fragipan deve avere uno spessore minimo di 15 cm, al fine di distinguerlo da altri strati compattati come orizzonti arati, ecc..
- Evidenze di pedogenesi: un fragipan è, a tutti gli effetti, un orizzonte pedologico; questo per distinguerlo da altri strati compattati, ma non pedogenizzati (ad esempio materiali densici o fanghi vulcanici).
- La struttura è grossolana, prismatica, colonnare o a blocchi di varie misure; la struttura può essere sia debole che massiva.
- La separazione tra le unità strutturali che permettono alle radici di penetrare il terreno deve avere una spaziatura sul piano orizzontale di almeno 10 cm.
- Impedimento meccanico alla penetrazione in più del 60% del volume: l'acqua e le radici delle piante penetrano solo negli spazi verticali fra le diverse "colonne" che formano la struttura.
- Almeno il 50% dei macropori collassano se il profilo viene saturato di acqua: questa condizione serve a distinguerlo dai duripan o da altri orizzonti cementati.
- Lo strato non manifesta effervescenza se trattato con HCl diluito.

Questo significa che:
- È necessario uno spessore minimo per identificare un fragipan.
- Ci deve essere l'evidenza della genesi da materiale parentale che si è degradato, e non deve trattarsi di un semplice strato compattato.
- Lo strato non deve essere stato alterato dalle radici delle piante, che darebbero luogo ad una struttura granulare del suolo. Le radici inoltre devono poterlo penetrare solo attraverso fratture intermittenti del terreno.
- Il collassamento in seguito a saturazione con acqua, permette di distinguerlo dagli orizzonti petrocalcici e dal duripan.
- Un fragipan è estremamente compatto anche quando è saturo d'acqua, tanto che le radici non sono in grado di penetrarlo.
- Un fragipan non contiene carbonato di calcio o di magnesio che lo trasformerebbero in un orizzonte petrocalcico.